# Prahova Ploiesti
El Prahova Ploiesti fue un equipo de fútbol de Rumania que jugó en la Liga I, la primera división de fútbol en el país.

## Historia
Fue fundado en el año 1911 en la ciudad de Ploiesti por el empresario petrolero holandés Jacob Koppes, el cual creó al club tras la desaparición del United Ploiesti. En la temporada 2015/16 gana el título de la Liga I, pero el club cerró operaciones antes de iniciar la Primera Guerra Mundial. El club de fútbol tenía su nombre por la sede del club, ubicada en el valle de Prahova.
El club retornó a la competición al finalizar la Primera Guerra Mundial, compitiendo en los torneos regionales entre 1919 y 1932, ganando la liga del sur en 1931. En 1934 ingresó a la Liga II, donde estuvieron entre la segunda y tercera categoría hasta el año 1946 al obtener el ascenso a la Liga I, pero descendieron de categoría en la temporada de 1946/47.
En su retorno a la segunda categoría, el club cambió de nombre en varias ocasiones: Partizanul (1950), Flacăra (1951–1955), Metalul (1956), Energia (1957) hasta que en 1958 volvieron a su nombre original. En 1963 el club es excluido de la Liga II por desorden, bajando a los niveles regionales.
El club vagó entre la segunda y tercera categoría y para 1984 cambió su nombre por el de Prahova CSU. Sin tener apoyo, en 1999 se fusiona con un equipo de la policía de Rumania, cambia su nombre al de Argus Prahova y en el año 2000 se muda a la ciudad de Urlati, y en ese mismo año desaparece.

## Palmarés
- Liga I (1): 1915–16
- Liga III (2): 1974–75, 1981–82
- Liga Regional de Sur (1): 1931
- Cupa Jean Luca P. Niculescu (1): 1916